# Gebhard III de Ratisbonne
Gebhard III, ou Gebhard de Franconie, Gebhard de Hohenlohe, est un prélat allemand qui fut évêque de Ratisbonne de 1036 au 2 décembre 1060. Il succède à Gebhard II.

## Biographie
Gebhard appartient à la noble famille franconienne des Hohenlohe. Il est le fils du comte Hermann de Breitschau et d'Adélaïde de Metz. Il reçoit jeune la tonsure puis devient aumônier à la Cour. Il est le demi-frère de l'empereur Conrad II (couronné empereur en 1027) par sa mère (Gebhard est issu du  second mariage de sa mère). Leurs relations n'étaient ni ouvertement hostiles, ni particulièrement chaleureuses . Cependant la nomination de Gebhard III, qui a été nommé de Wurtzbourg par Conrad II le Salique au siège de Ratisbonne, démontre la nécessité de la part de ce souverain salien à maintenir son influence dans cette zone centrale située autour de Ratisbonne. 
Gebhard est aussi l'oncle  de l'empereur Henri III, qui succède à Conrad II son père, et donc Gebhard est théoriquement allié de l'empereur en Bavière, où il est en conflit avec le duc Conrad Ier de Bavière. Henri III donne au diocèse de Ratisbonne l'abbaye de Kempten, mais il ne semble pas que ce soit en rapport avec ce lien de parenté. Gebhard participe avec l'empereur à la campagne contre les Magyars en 1043-1045, puis à la campagne d'Italie et au synode de Pavie en 1046, puis il mène une guerre privée contre les Magyars en 1050 (qui donne peu de fruits). Cependant Gebhard se rapproche des Guelfes en 1055, ce pour quoi il est emprisonné pendant un an.
Plus politique que véritablement spirituel, l'on connaît peu de choses sur son implication dans son diocèse, si ce n'est qu'il s'est constamment opposé au chapitre de Saint-Emmeran pour des questions de propriété.
À la mort de Gebhard III, Othon de Ritenberg (ou Riedenburg) lui succède. Gebhard est inhumé à l'abbaye d'Öhringen (fondée par sa mère Adélaïde et lui-même en 1037).